# Nagavonyi Corona
Nagavonyi Corona est une corona, formation géologique en forme de couronne, située sur la planète Vénus par -18,5° S et 259° E. Elle est localisée dans le quadrangle de Galindo. Elle a été nommée en référence à Nagavonyi, déesse Ganda (Ouganda) de la récolte. 

## Géographie et géologie
Nagavonyi Corona couvre une surface circulaire d'environ 190 km de diamètre. 